# Elsaß-Lothringische P 2
Die P 2 waren Personenzuglokomotiven der Reichseisenbahnen in Elsaß-Lothringen.

## Beschreibung
Die Maschinen liefen bis 1906 unter den Gattungsbezeichnungen A 8 und A 9. Dabei wurden die von Kitson & Company aus Großbritannien gelieferten Fahrzeuge als A 8 und die der Maschinenfabrik Esslingen als A 9 geführt. Die Fahrzeuge besaßen einen Belpairestehkessel und eine Allan-Steuerung. Anfangs waren sie mit Dampfbremsen vom Typ Ricour ausgerüstet. Diese wurden später durch eine Druckluftbremse ersetzt. Die Lokomotiven erhielten Schlepptender der Bauart 2 T 9,5.
Die britischen Lokomotiven wurden nach Fertigstellung und Erprobung wieder zerlegt und nach Antwerpen verschifft. Von dort wurden sie in die Eisenbahnwerkstätten in Montigny bei Metz transportiert und unter Aufsicht von Robert Weatherburn, einem Ingenieur von Kitson & Co., wieder aufgebaut.
Sie wurden während und nach dem Ersten Weltkrieg ausgemustert.